# Mani (półwysep)

„Zwycięstwo lub śmierć”, „Z tarczą lub na tarczy” – proporzec z barwami Mani i dwiema dewizami, odziedziczonymi po starożytnej Sparcie

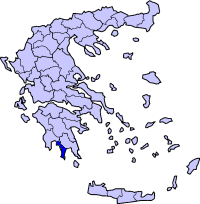
Półwysep Mani

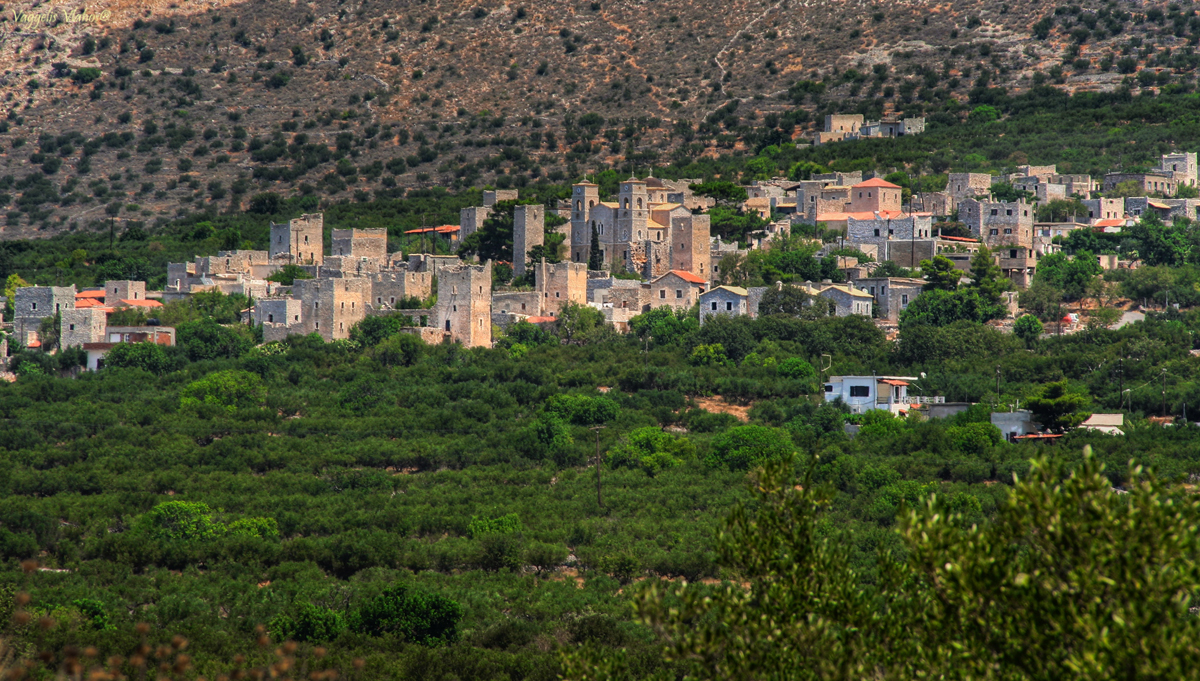
Miejscowość współczesna – budownictwo mieszane

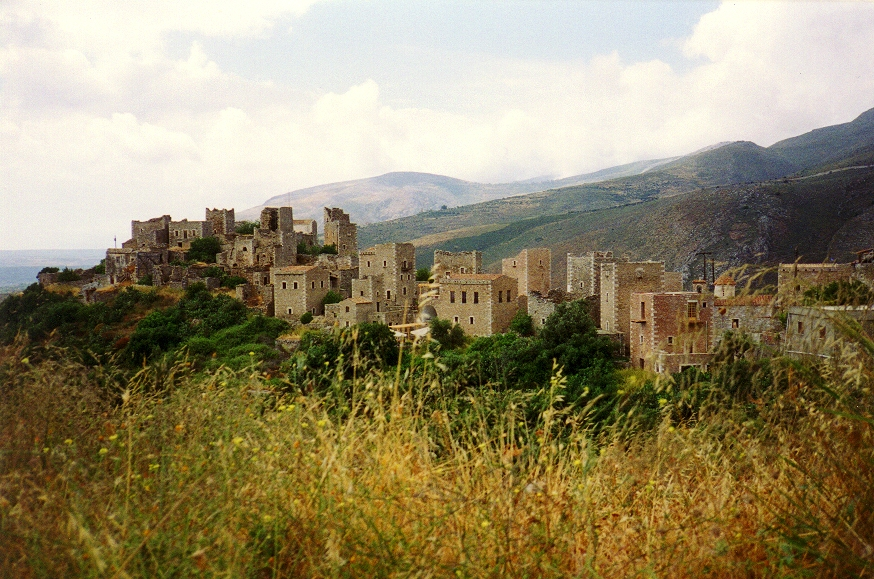
Miejscowość o budownictwie wyłącznie tradycyjnym

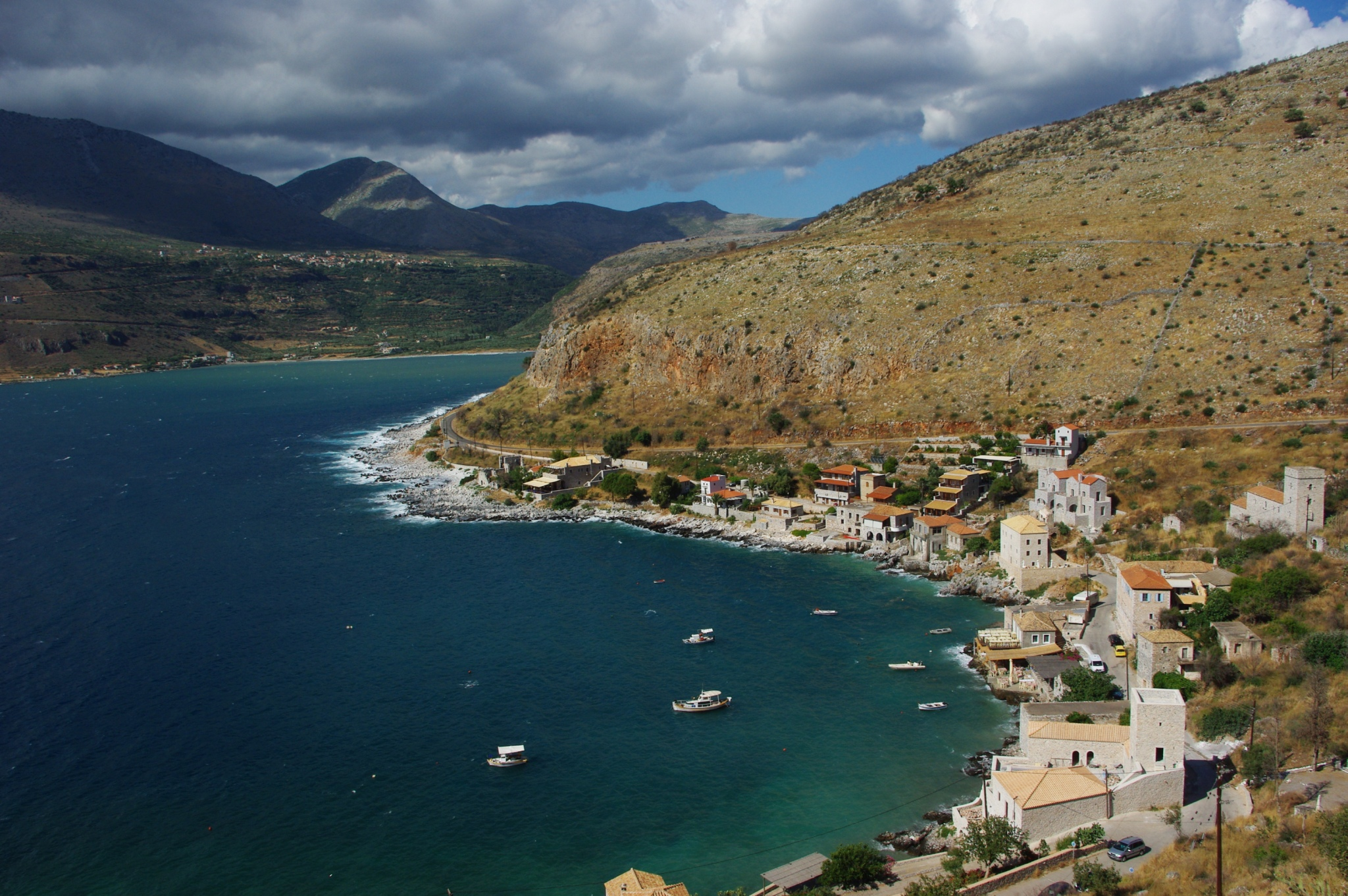
Surowa przyroda Mani wewnętrznego. Patrz też: polski opis fotografii

Mani – środkowy półwysep Peloponezu, administracyjna i historyczna część Lakonii, o powierzchni 1800 km², długości 75 km, szerokości w najszerszym miejscu 28 km, oparty o góry Tajget, sięgający najbardziej wysuniętego na południe greckiego przylądka Matapan (Tenaro) i z najwyższym szczytem Profitis Ilias (2407 m n.p.m.). W roku 1961 zamieszkiwany jeszcze przez 20 300 mieszkańców, w około 150 osiedlach – obecnie jedynie przez niewielką część z tej liczby, gdy pozostali pozostają tu jedynie zarejestrowani. Większość dawnych osad dziś pozostaje niezamieszkana.
Przez duże oddalenie od Aten i wąskie, lokalne drogi, do Mani rzadko docierają autokary turystyczne. Wielu jest za to zmotoryzowanych turystów indywidualnych. Lokalna baza hotelowa – „pokoje we wieżach obronnych” – sięga do zespołów budownictwa kamiennego, często oryginalnego – historycznego, adaptowanego do współczesnych standardów.

## Okres prehistoryczny
- 200 tysięcy lat temu Mani pokryte było niezwykle bujną szatą roślinną, ulegającą postępującej degeneracji, wyraźnie akcentowanej także obecnie.
- W okresie pomiędzy 100 tys. a 40 tys. lat temu, zamieszkał tu neandertalczyk.
- W okresie pomiędzy 25 tys. a 8 tys. lat temu (i w 15 tys. lat po zaniknięciu neandertalczyków) Mani zamieszkiwane było przez wczesne formy Homo sapiens.
- Przed 5 tysiącami lat stwierdzono już zamieszkiwanie tu ludów znanych z imion i języka, jednocześnie zasiedlających obecną Grecję i wybrzeża Azji Mniejszej. Ich potomkowie niewątpliwie weszli w skład narodu greckiego[1]

## Wieże mieszkalno-obronne
Mani znane jest przede wszystkim z kamiennych budowli mieszkalno-obronnych, o wyglądzie wież zamkowych.
W starożytności, na pewno już w okresie mykeńskim, półwysep stanowił część Sparty. Od XII wieku – dodatkowo – osiedlali się tu liczni rycerze normańscy, od których mieszkańcy przejęli w najwyższym, możliwym stopniu obronną, romańską architekturę mieszkalną. Zdaniem badaczy, to tutaj najchętniej mieli się osiedlać także piraci morscy. W efekcie, mieszkańcy Mani, zamiast zwykłych domostw, zaczęli wznosić wysokie, kamienne wieże obronne. Napaści pirackie i rodowe waśnie skutkowały powstawaniem kolejnych tysięcy wież. W wieży sypiali mężczyźni, stanowiący zarazem możliwie najbardziej liczną jej załogę. Kobiety i dzieci, choć równie wprawnie władające bronią osobistą, zamieszkiwały pozostałe, przylegające do wieży pomieszczenia obronne. W przypadku maniackich waśni pomieszczenia kobiet i dzieci zazwyczaj nie stanowiły celu pierwszego ataku. W wieżach zabudowywano machikuły, zawsze nad drzwiami wejściowymi, zwykle także na każdej ze ścian, często również rogach najwyższej kondygnacji wieży. Część wież wyposażano w armatki. Parametry wieży musiały odpowiadać pozycji społecznej jej mieszkańców. W wypadku sprzeciwu sąsiadów i przeciwników budowle te bywały przymusowo ograniczane, nieraz kilkakrotnie burzone już w trakcie budowy. Wieże bywały połączone z jaskiniami czy ukrytymi (podziemnymi) przejściami w pobliże brzegu morskiego. Z prawa wznoszenia wież wykluczano osoby przypadkowe lub obywateli nieznanych z niekwestionowanej odwagi. Zwyczaj budowy obronnych wież mieszkalnych zanikł w I połowie XIX wieku, tj. po odzyskaniu przez tę część Grecji niepodległości. Jednym z jej owoców okazało się ograniczenie bezprawia, innym – szybki wzrost stopy życiowej ludności i powrót zwyczaju zamieszkiwania w wygodnych, rozległych domostwach, z dużymi, jasnymi oknami, w gościnnie otwartych osadach.
Zachowało się kilkaset wież i także całe złożone z nich osady obronne. Często, po adaptacji do współczesnych wygód, weszły nawet w skład bazy hotelarskiej. Turyście nieraz trudno jest prawidłowo ocenić, która z wież danego zespołu gościnnego jest nowa, która oryginalna. Niektóre miejscowości także dziś, z daleka, przypominają wciąż warowne, kamienne zamki. Najchętniej fotografowane wioski to Vathia i Kotronas.

## Zamki i miasta warowne
W Mani budowano też regularne zamki garnizonowe, służące organizacji państwowej, strażnice na przełęczach i duże miasta – obecnie w stanie ruiny.
W okresie bizantyjskim i wcześniejszych powstały:
- zamek Tigani,
- zamek Kolokiti,
- zamek Kariupolis,
- zamek Siderokastro,
- zamek Melingos.

W okresie frankońskim (łacińskim):
- zamek Lefktros,
- zamek Pasawas,
- Zamek Mani (το Κάστρο της Μαΐνης) – wszakże, wbrew nazwie, nie zamek, a duże miasto obronne.

W okresie wenecko-tureckim:
- zamek Zarnata,
- zamek Klefas,
- zamek Porto-Kagio,
- zamek w Barduni.

Inną, charakterystyczną cechą Mani, jest jego widoczne wyludnienie, co dotyczy zwłaszcza południowej, nisko urodzajnej części regionu. Wskutek emigracji do miast i za ocean, w XIX i w pierwszej połowie XX wieku, większość miejscowości Mani, w zupełności przestała istnieć. Pozostały wyraźnie widoczne ślady osadnictwa, powszechnej, pracowitej, tarasowej uprawy także stromych i wysokich górskich zboczy – dziś już tylko czysto kamiennych, bez gleby.

## Areopolis
Od co najmniej 1200 r. n.e., była to Tsimova (Τσίμοβα, Τζίμοβα). Nazwa wiązana z obecnością także Słowian, jeszcze przed łacinnikami. Imieniem boga wojny, nazwano to miejsce dopiero w nowożytnym państwie greckim. Uliczki i budowle, niegdyś w tradycji rycerskiej, już od co najmniej XIII wieku wyglądają podobnie, jak dziś.
17 marca 1821 roku, to tu rozpoczęło się wielkie, zdaniem historyków czternaste, jednak pierwsze zwycięskie greckie powstanie narodowe. Podczas gdy oficjalnie obchodzona data 25 marca, czyli greckie święto narodowe, odnosi się jedynie do proklamacji walki, przez wysokiego dostojnika kościoła greckiego.
Areopolis to duchowa stolica regionu.
Miejscowa księgarnia, w rynku, wystawia ponad sto różnych tytułów poważnych opracowań specjalistycznych, albumów, książek, niektóre wielkoformatowe lub opasłe tomy, prócz nich wielodziesięcioletnie zapasy tematycznych czasopism, poświęconych historii i kulturze Mani.
Jedną z wyróżniających to miejsce indywidualnych inicjatyw jest prywatne muzeum broni osobistej. Gromadzi kolekcję kilkuset sztuk, na ogół oryginalne egzemplarze, od starożytności, przez wojny rycerskie, bitwy morskie, sąsiedzkie waśnie i wielkie zrywy wyzwoleńcze, wojny bałkańskie, obie wojny światowe i domową, aż po pistolety maszynowe terrorystów, końca XX w. Wątpliwość, wskazywaną także przez miejscowych, budzą płynnie zmieniane objaśnienia. Muzeum zlokalizowane jest w pobliżu najstarszej w miejscowości świątyni grecko-prawosławnej.
W najbliższej okolicy działa najwięcej w Mani hoteli i pensjonatów, część o budzącym respekt wystroju historycznym.

## Jaskinia Diros

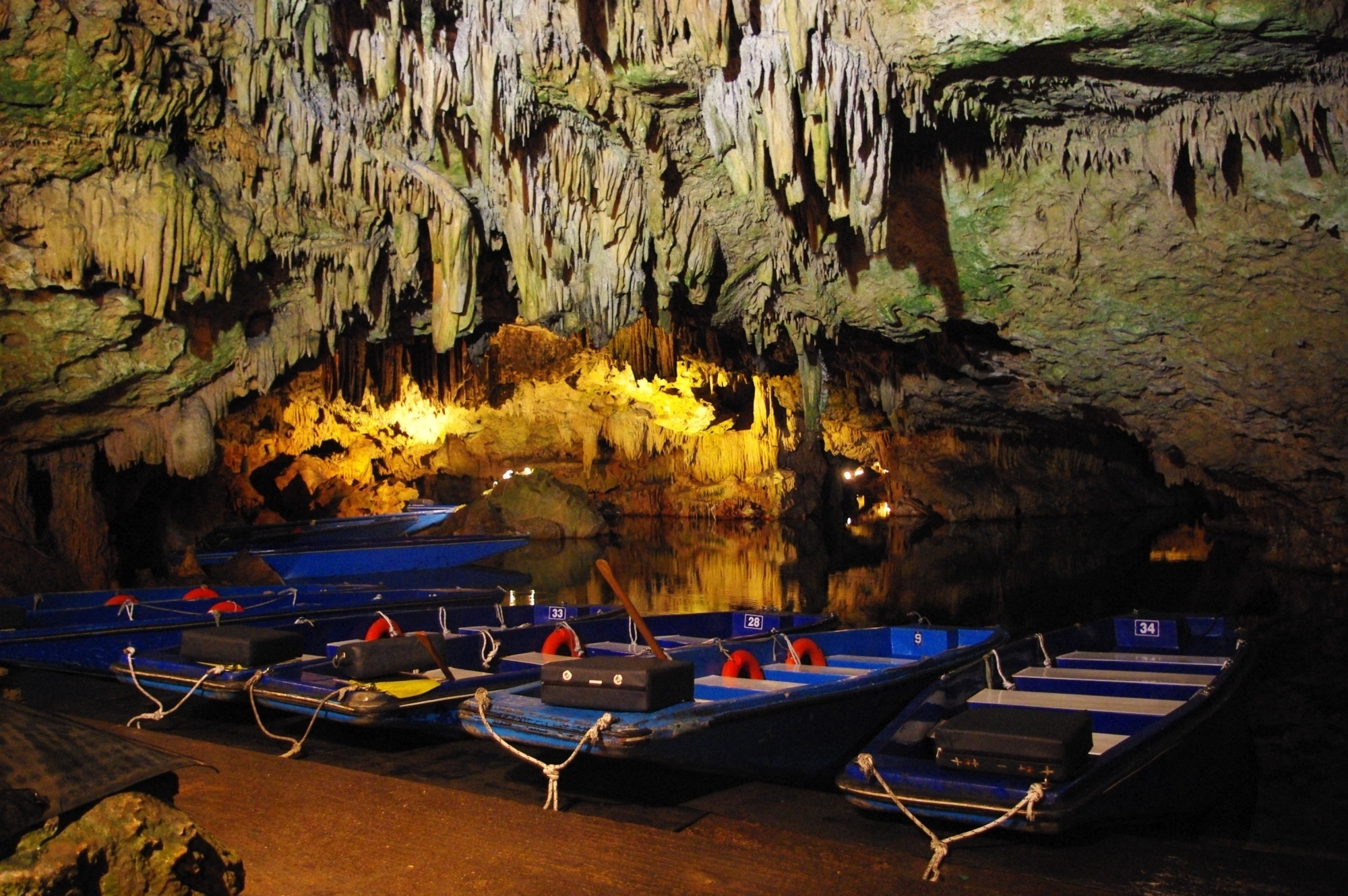
Diros – zejście nad wodę i początek trasy zwiedzania

Jaskinia Diru (Spilea Dirou, Dirou Cave), stanowi około 20 km zespół jaskiń, z udostępnioną 1850-metrową trasą turystyczną, z czego 1300 m pokonywanych jest łodziami, z narracją przewodników, w starannie oświetlonym otoczeniu stalaktytów i stalagmitów. W okresach dużego ruchu, trasa może działać w wersji skróconej, z narracją ograniczoną lub bez niej. Obok działa muzeum z obiektami kultury neolitycznej, o wieku 7500–5000 lat, znalezionymi w przylegającej do muzeum grocie, niegdyś odciętej od świata zewnętrznego trzęsieniem ziemi. Zespół Diros pozostaje pod opieką międzynarodowego programu naukowo-dydaktycznego.
Większa liczba jaskiń, wśród nich rozległe, klifowe zespoły obronno-mieszkalne, dopiero oczekuje w tej okolicy na udostępnienie, w dalszej przyszłości.

## Półwysep Matapan
Po grecku i także w innych językach, znany jako Tainaron i Tenaro. W starożytności Posejdon Nazwa Matapan pojawia się dopiero w okresie zwierzchności tureckiej. Wszędzie noszący ślady bogatego i bardzo widocznie upartego-pracowitego dawniejszego osadnictwa. Pełen pozostałości kamiennych wież i dworów obronnych, tarasów uprawnych, ogrodów, ruin świątyń grecko-prawosławnych. Ruiny antycznej wyroczni i niewielkiej świątyni Posejdona, przebudowanej następnie na chrześcijańską. To tutaj duchy zmarłych oczekiwać miały Charona, celem opłacenia mu przeprawy przez Styks. Fundamenty rzymskich willi i ich dobrze zachowane mozaikowe posadzki. Dwie ścieżki turystyczne. Strome, jałowe dziś szczyty górskie, wciąż jednak pocięte dawnymi tarasami uprawnymi i tysiącami murków oporowych. Pośrodku półwyspu rozległy, łagodny płaskowyż, szczególnie wietrzny, z panoramą otaczających mórz, do kwietnia – z uwagi nieobecność węży i miękką jeszcze roślinność – przyjazny pieszym spacerom, następnie trudno dostępny przy zaniku dróg, zupełnie już opuszczony przez mieszkańców – niegdyś elitę pirackiego fachu. Przy kilku asfaltowych drogach lokalnych powstały punkty małej bazy turystycznej. Prócz nich, łącznie, kilkanaście domostw weekendowych, jak wszędzie w Mani, starannie stylizowanych w kamieniu, może też oryginalnie zabytkowych. Latarnia morska na cyplu – wiedzie do niej jedna z dwóch znakowanych ścieżek – szlaków turystycznych. Na dnie otaczających mórz – przyciągając amatorów nurkowania – wielka liczba rozrzuconych fragmentów z tonących tu przez tysiąclecia statków i okrętów, w tym uczestników sławnych bitew morskich. Według Strabona, starożytni odnosili do tego miejsca morskie odległości.

## Piracka przeszłość
Niskourodzajne, przeludnione, ale też niepoddane bezpośredniej władzy państwowej, Mani do lat 30. XIX wieku, stanowiło najważniejsze z zapleczy greckich piratów. Piraci cieszyli się wysoką pozycją społeczną. Zapewniali społeczności dopływ gotówki, wręcz niezbędny do jej fizycznego przetrwania. Kogo nie było stać na swój okręt, czy liczne i szybkie łodzie, ten wstąpić mógł do grup wyspecjalizowanych w piractwie brzegowym. W ciemne noce, manipulując ruchomymi „światłami miasteczek”, wprowadzano w błąd nawigatorów opływających Matapan statków. Jednostki kierowano tak do zatok, gdzie czekały już na nie pirackie łodzie lub też naprowadzano na rafy czy plaże, rozbitków następnie napadając. W Pobliżu Areopolis działał wielki targ niewolników. Piraci rozporządzali dziesiątkami zespołów dobrze strzeżonych i bronionych pieczar. Wielu skarbców, należących do poległych w walce pirackich dowódców, nie odnaleziono po dziś dzień.
Z bronią i z żeglugą Maniates obyci byli od 8 roku życia. Piractwo postrzegano jako rodzinne przedsiębiorstwo. Toteż w przepadkach śmierci męża, przy braku dorosłego syna, po upłynięciu okresu żałoby, dowódcą oddziału zostać mogła żona zmarłego.
Wszyscy piraci, podobnie jak niemal cała ludność Mani, wzięli walny udział w wielkiej wojnie o niepodległość Grecji. Z powstaniem nowożytnego państwa greckiego, stopa życiowa i praworządność znacznie wzrosły, gdy piractwo niemal zanikło.

## Tradycja śmiertelnych sporów między rodzinami
Maniates, choć często najlepsi, zawodowi żołnierze najemni, najcięższą z wojen toczyli – zdaniem badaczy niemal nieprzerwanie – pomiędzy sobą wzajemnie. Niektóre z lokalnych rodzin, z dumą informują dziś turystów, że do połowy XIX wieku, ani jeden z mężczyzn ich rodu nie zmarł śmiercią naturalną, przez okres 200 i więcej lat. Jednak wielokrotnie zdarzało się, że nawet znamienite rody, w którymś z pokoleń zmuszone ulec przewadze, szukały ratunku w emigracji. Od przybyłego tak z Mani przodka, pochodzącego ze znanej historykom konkretnej grupy 730 emigrantów, pochodzić mógł następnie Korsykanin, Napoleon Bonaparte – przypuszcza lokalna tradycja, niewykluczana przez greckich badaczy.

## Petrobej Mawromichalis

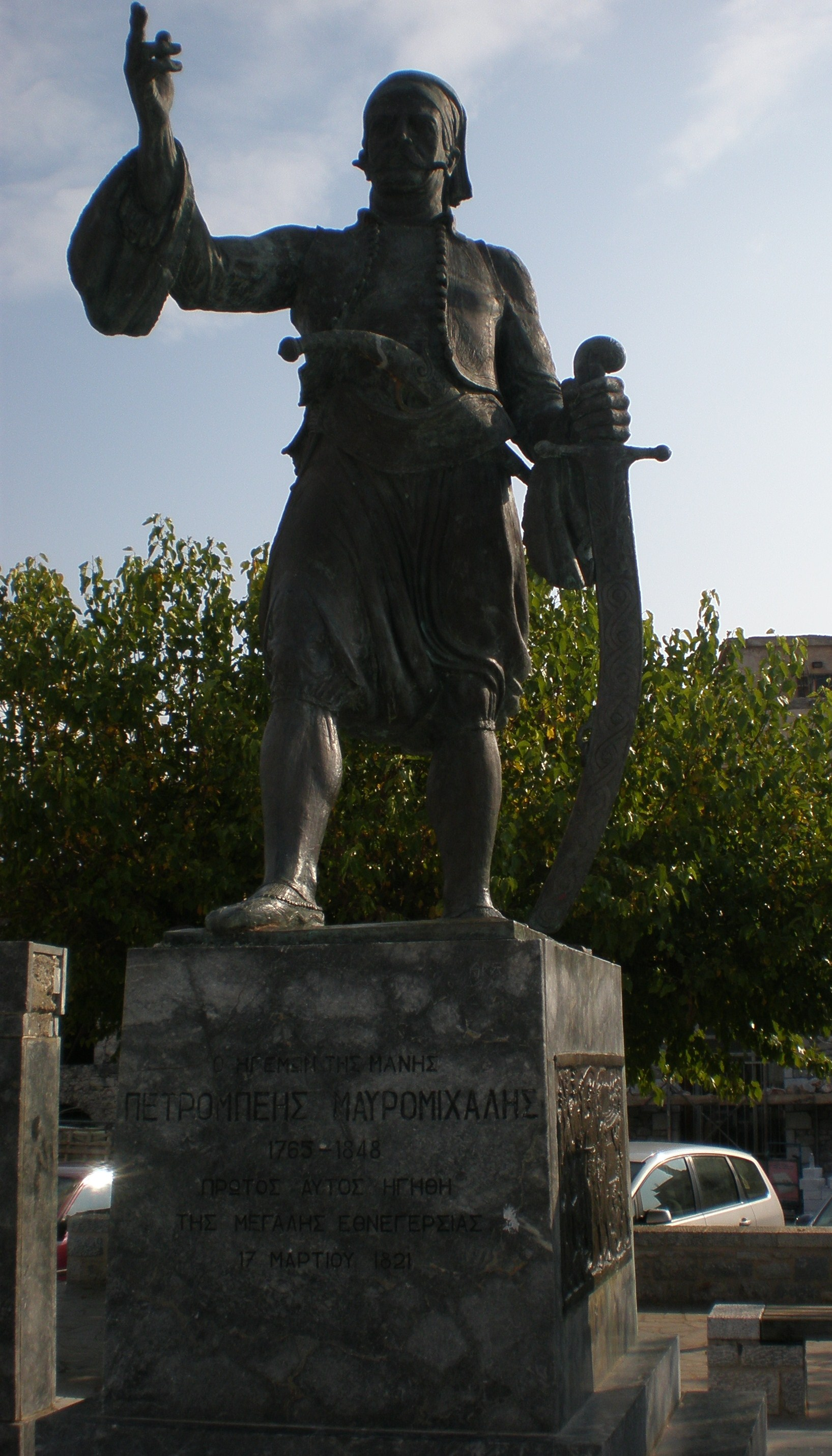
Petrobej Mawromichalis – fragment większego założenia pomnika bohatera, centralny plac Areopolis

Urodzony w roku 1765, zmarł 17 stycznia 1848. Kupiec, pospolity pirat, bandyta, urzędnik sułtański, znakomity żołnierz i dowódca, buntownik i warchoł – osoba, jakich w historii Mani nigdy nie brakowało. Wszakże doprowadził swój lud do bezpieczeństwa i wolności.

## Mani północno-zachodnie

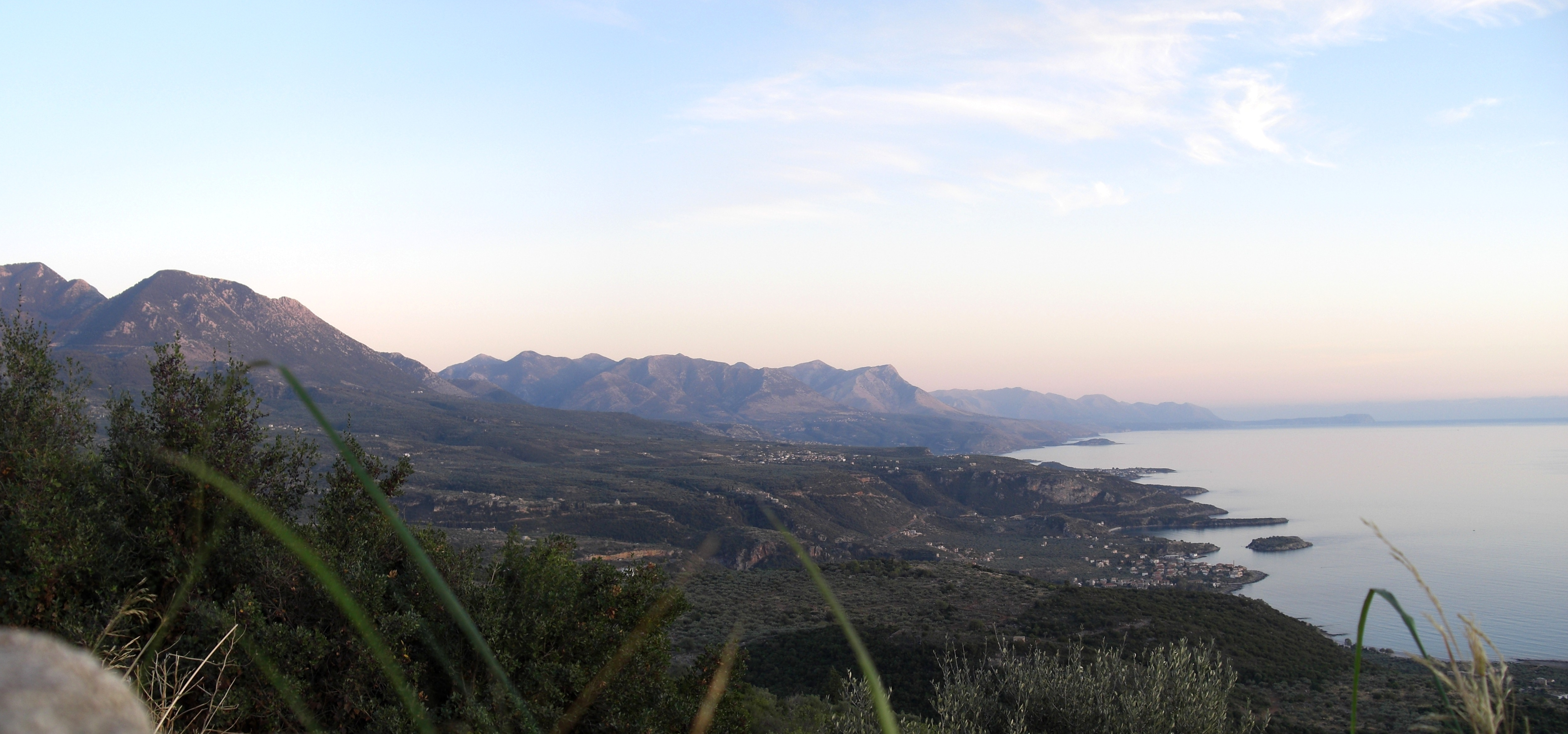
panorama północnego Mani, z szosy, znad Kardamili

W odróżnieniu od południowego, surowego, tzw. Mani wewnętrznego (południowo-wschodniego), tzw. Mani zewnętrzne, jako położone u stóp gór Tajgetu, wyróżnia się bogactwem i urokiem przyrody, całorocznie pełnej tu zieleni. Głównym, historycznym, a dziś turystycznym ośrodkiem tej części regionu jest Kardamili. Kontynuowana jest restauracja zabytkowych wież, a w pomieszczeniach największego z zespołów mieszkalno-obronnych działa muzeum historyczne. Dla przyjezdnych, zatrzymujących się tu po kilka dni, wytyczono i starannie oznakowano szlaki wędrówek pieszych – przez gaje oliwne, pośród starych siedlisk, młynów, kościółków, przez głębokie jary o szczególnie bujnej szacie przyrodniczej, przez wysokogórskie wąwozy (i do schronisk), także drogi w pobliże samych szczytów Tajgetu. Wśród wypożyczalni sprzętu turystycznego, są i te z firmowymi rowerami górskimi.
Na stronę Sparty i Gythio i w pobliżu głównych szczytów, prowadzi stąd jedyna, przecinająca aż górne partie Tajgetu droga kołowa, wskazywana mapami samochodowymi. Rozciągają się z niej znakomite widoki, jednak sama droga, fragmentami trudno dostępna jest przy mokrym gruncie i dla aut niewyposażonych w napęd 4×4. Na większych wysokościach krajobraz zmienia się w typ alpejski, z dominującymi lasami świerkowymi. W pobliżu szczytów – schroniska młodzieżowe i monastyr. Zjazd na stronę wschodnią odbywa się szosą asfaltową.

## Mani północno-wschodnie
Leży w bezpośrednim sąsiedztwie Sparty, na południe od niej i z centralnym miasteczkiem Gythio. Teren jest dobrze rozwinięty rolniczo, zwłaszcza uprawa oliwki. Godne polecenia jest prywatne Muzeum Uprawy i Przetwórstwa Oliwek – własność największego z greckich banków – zlokalizowane przy drodze krajowej Gythio-Sparta, nieco na południe od Sparty. Spore znaczenie turystyczne osiągnęły okolice miasta Gythio, chwalonego za „wyjątkowy” i „poza tym miejscem spotykany chyba tylko na greckich wyspach” charakter i spokój.

## Emigracja
Wśród pamiątek Gythio, prócz muzeów, refleksję budzi pomnik emigranta. W wiekach XIX i XX, Mani straciło tak ponad 90% swych najbardziej aktywnych zasobów ludzkich. Nad czym biadali, acz zupełnie nieskutecznie, już intelektualiści XIX wieczni. Większość miejscowości i osad, w XVIII wieku jeszcze ludnych i wrących wytrwałą pracą, dziś nawet nie istnieje.

## Gospodarka
Ogólnogreckie i eksportowe znaczenie osiągnęły uprawa i przetwórstwo oliwek, turystyka i pszczelarstwo. Prócz nich budownictwo i produkcja materiałów budowlanych, związane z wyrobem detali kamieniarskich. W miejscowościach nadmorskich, mimo konsekwentnych wysiłków Unii Europejskiejwciąż działa jeszcze lokalne rybołówstwo.

## Transport
Szybki i dogodny jest dojazd, z wykorzystaniem 230 km nowej autostrady z Aten do Kalamaty, następnie drogą lokalną do Kardamili. Opcją pozostaje droga krajowa ze Sparty. Drogi lokalne wymagają niskich prędkości i znacznej ostrożności.